# Clematis patens 'Comtesse de Bouchaud'
Cultivar
Clematis patens 'Comtesse de Bouchaud' est un cultivar de clématite obtenu en France, en 1900 par François Morel, horticulteur à Lyon. Elle fut nommée ainsi par François Morel en l'honneur de la femme d'un comte qui possédait un jardin à Chasselay près de Lyon. Elle fut présentée dans une revue horticole de 1900 par Henry Dauthenay.
'Comtesse de Bouchaud' est une des variétés les plus cultivées et distribuées dans le monde.

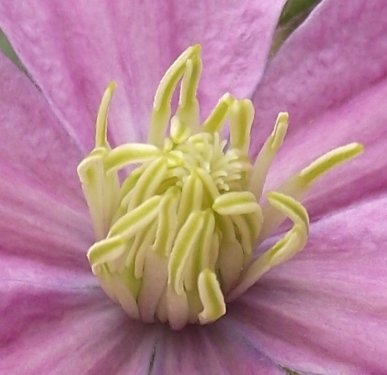
Stigmate de 'Comtesse de Bouchaud'

## Description
Cette clématite fait partie du groupe 3, ce qui signifie que ce cultivar donnera une floraison printanière sur la pousse de l'année et une seconde à l'automne sur les pousses de l'été.

### Feuilles
Les feuilles caduqus de cette clématite sont parfois simples et parfois alternes. De mars à octobre les feuilles sont vertes, en novembre elles virent au jaune juste avant de tomber.
Les feuilles immatures sont lancéolées puis ovales et pointues à maturité. Elles possèdent également un léger duvet sur la face des feuilles.

### Fleurs
La clématite patens 'Comtesse de Bouchaud' dispose d'une fleur de taille moyenne rose pouvant atteindre 15 cm. Généralement elles apparaissent par trois, une principale, puis deux secondaires en dessous. Les fleurs de ce cultivar apparaissent la plupart du temps sur la partie supérieure de la plante. Lors de la fanaison la couleur des sépales vire légèrement au bleu très clair.

#### Sépales
Les sépales de la clématite 'Comtesse de Bouchaud' mesurent entre 4 et 6 cm de long. Ils sont ondulés et striés le long de la nervure centrale et se chevauchant légèrement.

#### Étamines et stigmates
'Comtesse de Bouchaud' possède des  étamines de couleur blanc pur et des stigmates jaune vif à l’extrémité puis blancs à la base.

#### Parfum
Cette clématite n'a pas de parfum.

## Protection
'Comtesse de Bouchaud' est une variété qui n'est protégée par aucune licence; elle peut donc être produite sans royalties et sans demande d'autorisation.

## Culture

### Plantation
La clématite 'Comtesse de Bouchaud' s'épanouit très bien en pot ou en pleine terre. Elle doit être plantée dans un mélange drainant, fertile et léger. Les racines préfèrent  un sol frais et ombragé.

### Croissance
À taille adulte cette clématite dispose d'une croissance importante entre 3 et 4 mètres.

### Floraison
'Comtesse de Bouchaud' fleurit une fois par an sur la pousse de l'année du mois de juillet jusqu'à septembre. Elle fait partie du groupe 3.

### Utilisations
'Comtesse de Bouchaud' est parfait pour les pergolas, treillis, tonnelles et clôtures. Elle peut aussi grimper sur des supports naturels tels que les feuillus, des conifères et des arbustes.

### Taille
La clématite 'Comtesse de Bouchaud' a besoin d'une taille annuelle, souvent au mois de mars mais à toute période de repos végétatif. Elle demande une taille sévère, c'est-à-dire une taille à 30 cm du sol sur un tiers des banches.

### Résistance
Cette clématite résiste à des températures jusqu'à moins 20 degrés Celsius.

### Maladies et ravageurs
La clématite Comtesse de Bouchaud est sensible à l'excès d'eau ce qui pourrait provoquer une pourriture du collet de la plante et ainsi la mort de la clématite. Elle peut également souffrir d'apoplexie due à un champignon appelé Ascochyta clematidina, provoquant un flétrissement brutal des feuilles. Pour combattre ce champignon la terre doit être remplacée sur 20 cm et l'excès d'eau doit être proscrit.
Les limaces peuvent également s'attaquer à cette clématite et notamment aux jeunes pousses du printemps.

## Récompenses
- RHS Award of merit en 1936 en Angleterre par la Royal Horticultural Society[2]
- RHS Award of Garden Merit en 1993 en Angleterre par la Royal Horticultural Society[5].